# Tabanus laticorpus
Tabanus laticorpus är en tvåvingeart som beskrevs av Philip 1960. Tabanus laticorpus ingår i släktet Tabanus och familjen bromsar. Inga underarter finns listade i Catalogue of Life.